# Artoria quadrata
Artoria quadrata es una especie de araña araneomorfa del género Artoria, familia Lycosidae. Fue descrita científicamente por Framenau en 2002.
Habita en Australia (Queensland, Nueva Gales del Sur, Victoria). Los machos tienen una longitud total de 4,5 milímetros; el cefalotórax mide 2,4 milímetros de largo y 1,8 de ancho. Las hembras tienen una longitud total de 5,8 mm; el cefalotórax mide 2,5 mm de largo y 1,7 mm de ancho.